# タイムトラッキングソフトウェア
タイムトラッキングソフトウェア (英: time-tracking software)または時間追跡ソフトウェア、時間管理ソフトウェアは、従業員がタスクやプロジェクトに費やした時間を記録できるようにするコンピュータソフトウェアの分類である。このソフトウェアは、フリーランサーや時間給労働者を雇用する業界を含む多くの業界で使用されています。また、時間単位で顧客に請求する専門家によっても使用される。これらには、弁護士、フリーランス、会計士が含まれる。
時間追跡ソフトウェアは、スタンドアロンで使用することも、プロジェクト管理ソフトウェア、カスタマーサポート、会計などの他のアプリケーションと統合することもできる。時間追跡ソフトウェアは、従来の紙のタイムシートの電子版である。タイムシートソフトウェアの他に、時間管理ソフトウェアには、ユーザーアクティビティモニタリング（UAM）を使用して、コンピューターで実行されたアクティビティと各タスクに費やされた時間を記録する時間記録ソフトウェアも含まれている。

## 時間追跡ソフトウェアの種類
タイムシート
ユーザーがタスクに費やした時間を手動で入力できるようにする。
時間追跡/記録
コンピューターで実行された活動を自動的に記録する。
時間追跡ソフトウェアには次のものがある。
- スタンドアロン：タイムシートの記録とレポートの生成にのみ使用されます。
- 以下の一部として統合されている：
  - 会社のアカウントに直接供給されるタイムシートデータなどの会計システム。
  - 請求システム、たとえば、特に請負業者、弁護士などの請求書を生成するため。
  - プロジェクト管理システム。たとえば、プロジェクトまたはタスクに費やされている作業を視覚化するためにプロジェクト管理ソフトウェアによって使用されるタイムシートデータ。
  - 給与システム。たとえば、勤務時間に基づいて従業員に支払う。
  - 双方向統合などのリソーススケジューリングにより、スケジューラーはスタッフをタスクにスケジュールできます。タスクが完了すると、確認してタイムシートに変換できる。

## タイムシートソフトウェア
タイムシートソフトウェアは、タイムシートを維持するために使用されるソフトウェアである。これは、大規模な組織の重い事務処理を自動化することを目的として、コンピューターが最初にオフィス環境に導入されたときに普及した 。タイムシートソフトウェアを使用すると、さまざまなタスクの実行に費やした時間を入力できる。
企業内で使用する場合、従業員はタスクに費やした時間を電子タイムシートに入力します。これらのタイムシートは、スーパーバイザーまたはプロジェクトマネージャによって承認または却下される。
2006年以降、タイムシートソフトウェアはモバイルプラットフォーム（スマートフォン、タブレット、スマートウォッチなど）に移行し、複数の場所で作業を行う従業員をより適切に追跡できるようになった。

## 時間追跡/記録ソフトウェア
時間追跡/記録ソフトウェアは、コンピューターで実行された活動と各活動に費やされた時間を記録することにより、時間追跡プロセスを自動化する。このソフトウェアは、タイムシートソフトウェアを改良することが目的である。その目標は、コンピューターの使用状況の全体像を提供することである。自動時間追跡/記録ソフトウェアは、アプリケーション、ドキュメント、ゲーム、Webサイトなどの使用状況を記録および表示する。
このソフトウェアを企業内で使用すると、従業員がコンピューターで実行するタスクを記録することにより、従業員の生産性を監視できる。タイムシートの記入に使用できる。 
フリーランスが使用する場合、このソフトウェアは、クライアントのレポート（タイムシートや請求書など）を作成したり、実行された作業を証明したりするのに役立つ。

## 時間追跡方法
企業が時間追跡ソフトウェアを使用して従業員の時間を追跡する方法はいくつかある。
タスク期間
従業員はタスクの期間を入力しますが、タスクが実行された時間は入力しません。
タスク時系列
従業員は、タスクの開始時刻と終了時刻を入力します。
自動
システムは、接続されたデバイスまたはパーソナルコンピュータを使用して、タスクまたはプロジェクト全体に費やされた時間を自動的に計算し、開始ボタンと停止ボタンを使用してユーザー入力を計算する。ユーザーは、ログに記録されたタスクを取得して、期間、または開始時間と停止時間を表示できる。
例外ベース
システムは、承認された休暇または休日を除いて、標準の労働時間を自動的に記録する。
タイムカード (業務開始、終了)
従業員は手動で到着時刻と出発時刻を記録する。
モニタリング
システムは、従業員のアクティブ時間とアイドル時間を記録する。また、画面キャプチャを記録する場合もある。
場所ベース
システムは、従業員の場所に基づいて従業員の勤務状況を判断する。
- リソースのスケジューリング：事前にリソースをスケジュールすることにより、従業員のスケジュールをタイムシートに簡単に変換できる。

## 時間追跡ソフトウェアの利点
企業はタスクに費やされた時間を追跡し、従業員が時間を浪費する原因となる慣行をよりよく理解できるため、時間を追跡することで生産性を向上させることができる。 時間追跡ソフトウェアは、特定のタスクを完了するのにかかる時間を文書化することにより、説明責任を強化します。データはデータベースに収集され、人事部門によるデータ分析に使用できる。 時間追跡ソフトウェアが提供する機能は次のとおりである。
- 費やした時間に基づいて、専門家のクライアントまたは顧客への請求書を自動生成する。
- 固定費プロジェクトのコスト超過の追跡。
- 出席、従業員の欠勤、人事問題、給与、人材管理、および労働分析を追跡する労働力管理パッケージ。